# Egerkingen
Egerkingen is een gemeente en plaats in het Zwitserse kanton Solothurn en maakt deel uit van het district Gäu.

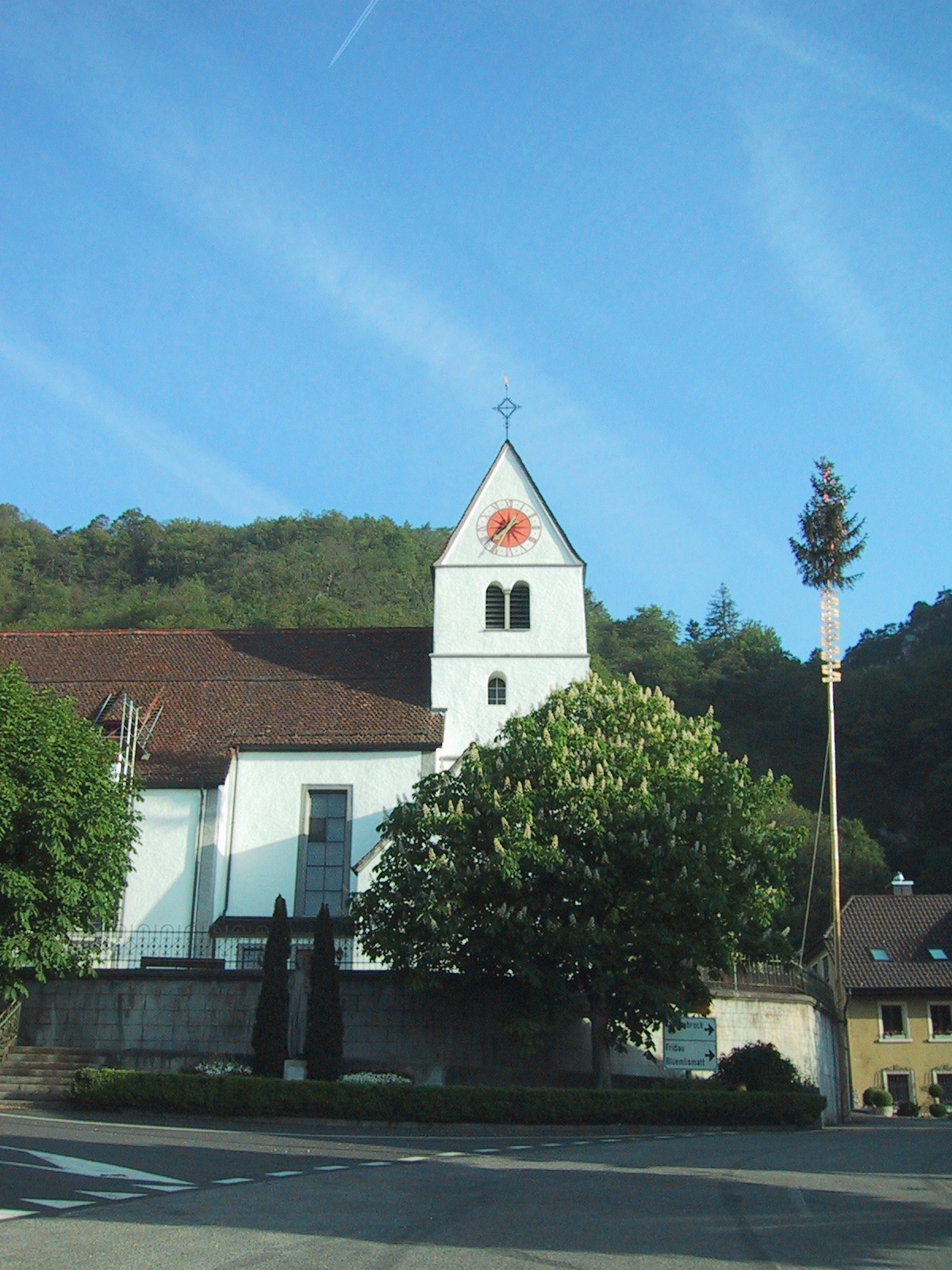
Kerk in Egerkingen

Egerkingen telt 2879 inwoners.

## Sport
Egerkingen was op 16 juni 2003 de startplaats van de 67ste editie van de Ronde van Zwitserland. De proloog over een afstand van 7,1 kilometer was een prooi voor de Zwitser Fabian Cancellara.